# Жипковщина
Жипковщина — село в Читинском районе Забайкальского края России. Входит в состав сельского поселения «Новокукинское». Основано в 1853 году.

## География
Село находится в юго-западной части района, в пределах левобережной части долины реки Ингода, на берегах реки Жипковщинская, на расстоянии примерно 25 км (по прямой) к юго-западу от города Чита, административного центра района и края. Абсолютная высота — 708 м над уровнем моря.
Климат
Климат характеризуется как резко континентальный с продолжительной холодной малоснежной зимой и коротким тёплым летом. Среднегодовая температура воздуха составляет −4,3 — −2,5 °С. Средняя многолетняя температура самого холодного месяца (января) составляет −28 — −20 °С, температура самого тёплого (июля) — 15 — 18 °С. Среднегодовое количество осадков — 300—400 мм.
Часовой пояс
Село Жипковщина находится в часовой зоне МСК+6. Смещение применяемого времени относительно UTC составляет +9:00.

## Население
| 2010 | 2021 |
| ---- | ---- |
| 558  | ↘557 |

Половой состав
По данным Всероссийской переписи населения 2010 года, в гендерной структуре населения мужчины составляли 51,8 %, женщины — соответственно 48,2 %.
Национальный состав
Согласно результатам переписи 2002 года, в национальной структуре населения русские составляли 94 % из 539 чел.

## Инфраструктура
В селе действуют сельский клуб и фельдшерско-акушерский пункт.